# Dysstroma oressigena
Dysstroma oressigena là một loài bướm đêm trong họ Geometridae.